# Vida de San Millán de la Cogolla
La Vida de San Millán de la Cogolla o, más exactamente la Estoria del Sennor Sant Millan es un poema hagiográfico medieval español compuesto por Gonzalo de Berceo (c. 1198 - antes de 1264).

## Cronología y estructura formal
Se cree que se escribió entre los años 1230 y 1236, por lo que fue probablemente la primera obra que compuso el clérigo Gonzalo de Berceo, y cuenta la vida del santo católico Emiliano o Millán, sacerdote y eremita fundador del monasterio benedictino que lleva su nombre, que vivió entre los años 474-574. Está compuesto en dialecto riojano y en cuaderna vía, la estrofa utilizada por el mester de clerecía al que pertenecía su autor, vinculado además a dicho monasterio. Consta de 489 estrofas y un total de 1956 versos alejandrinos.

## Estructura y fuentes
Se inspira principalmente en la Vita Beati Emiliani, una hagiografía en prosa compuesta por San Braulio de Zaragoza (590-651). Como es habitual en las obras de Berceo, se divide en tres partes: la primera se ocupa de la vida del santo; la segunda de sus milagros realizados en vida, su muerte y su entrada al cielo; y la tercera de sus apariciones y milagros tras la muerte. En esta parte se encuentran añadidos los Votos de San Millán y dos milagros que tradicionalmente acaecían en el monasterio: el de la lluvia y el de las campanillas. Las fuentes de estos añadidos son distintas a la de la biografía general.

## Manuscritos y primera edición
Los testimonios principales son el manuscrito existente en el Monasterio de San Millán de la Cogolla  (ms. 110) y el de la biblioteca de la Real Academia Española. La obra fue impresa por vez primera en la edición que de las obras de Gonzalo de Berceo hizo el filólogo de la Ilustración Tomás Antonio Sánchez (1780).

## Ediciones modernas
- Amancio Bolaño e Isla (ed.), Gonzalo de Berceo. Milagros de Nuestra Señora. Vida de Santo Domingo de Silos. Vida de San Millán de la Cogolla. Vida de Santa Oria. Martirio de San Lorenzo, Méjico, Porrúa, 1965.
- Brian Dutton (ed.), Gonzalo de Berceo. La vida de San Millán de la Cogolla (OC, I), London, Tamesis Books Ltd., 1967a (2ª ed. 1984).
- Brian Dutton (ed.) “La Vida de San Millán de la Cogolla”, en Gonzalo de Berceo. Obra completa, coordinada por Isabel Uría Maqua, Madrid, Espasa Calpe-Gobierno de la Rioja, 1992, 117-279.
- Gerhard Koberstein (ed.), Gonzalo de Berceo. Estoria de San Millán, Münster Westfalen, Aschendorffsche Verlag (Forschungen zur Romanischen Philologie, 15), 1964.
- María de los Reyes Nieto Pérez (ed.), Vidas de San Millán de la Cogolla y de Santo Domingo de Silos. Versión modernizada de dos obras de Gonzalo de Berceo, Librería Nogal Ediciones, Las Palmas de Gran Canaria, 2002.